# Europäischer Biber

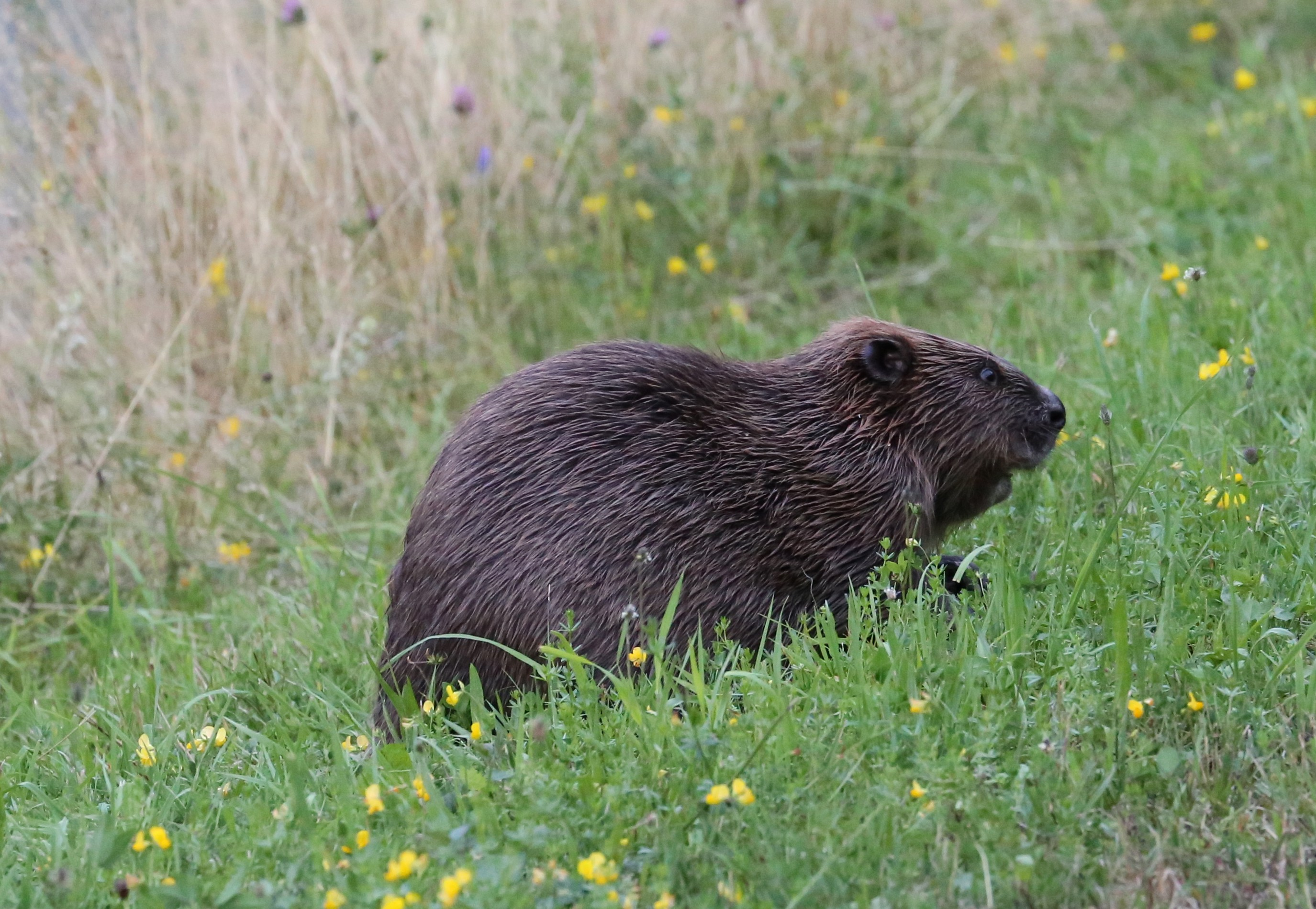
Europäischer Biber am Inn bei Kiefersfelden

Der Europäische Biber (Castor fiber), auch Eurasischer Biber genannt, ist das größte Nagetier Europas. Er erreicht eine Kopf-Rumpf-Länge von 80 bis 102 cm und eine Schwanzlänge von bis zu 35 cm. Ausgewachsene Europäische Biber wiegen zwischen 23 und 30 kg. Wie alle Biber leben sie semiaquatisch und bewohnen Gewässer und deren Uferbereiche. Sie gestalten ihre Lebensräume aktiv und ernähren sich rein pflanzlich.

## Merkmale
Ausgewachsene Europäische Biber wiegen zwischen 23 und 30 kg und weisen dann Kopf-Rumpf-Längen von 83 bis 102 cm sowie Schwanzlängen von 30 bis 35 cm auf. Entsprechend betragen die Gesamtlängen 113–137 cm. Der Körper ist plump und gedrungen und nimmt nach hinten im Umfang zu. Der Kopf ist kurz, breit und oben abgeflacht, sodass er direkt in die starke Nackenmuskulatur und den Rumpf übergeht. Die sehr weit oben angeordneten Augen und Ohren sowie die Nase sind auch bei untergetauchtem Körper über Wasser. Beim Tauchen schützt eine Nickhaut das Auge.
Vorder- und Hinterbeine sind kurz. Die Vorderfüße sind zum Greifen ausgebildet und weisen fünf Finger auf. Die Hinterfüße sind groß und besitzen Schwimmhäute zwischen den Zehen, die zweite Hinterfußzehe besitzt eine Doppelkralle zum Striegeln des Fells.
An der Oberseite ist das sehr dichte Fell grau- bis dunkelbraun oder schwarz, unterseits heller. Die Haardichte ist bauchseitig (ventral) mit 23.000 Haaren/cm² höher als am Rücken (dorsal) mit 12.000 Haaren/cm². Die Wollhaare halten beim Tauchen die Luft im Fell und schaffen somit eine wirksame Isolation. Die Grannenhaare, die zum Ende hin breiter werden, schützen die Wollhaare vor dem Eindringen von Wasser.
Der Schwanz (auch Kelle genannt) ist flach, breit, unbehaart und mit Schuppen bedeckt. Er dient als Steuer, Antriebsorgan und Fettdepot. Zur Warnung von Artgenossen vor Feinden wird die Kelle hart auf die Wasseroberfläche geschlagen.

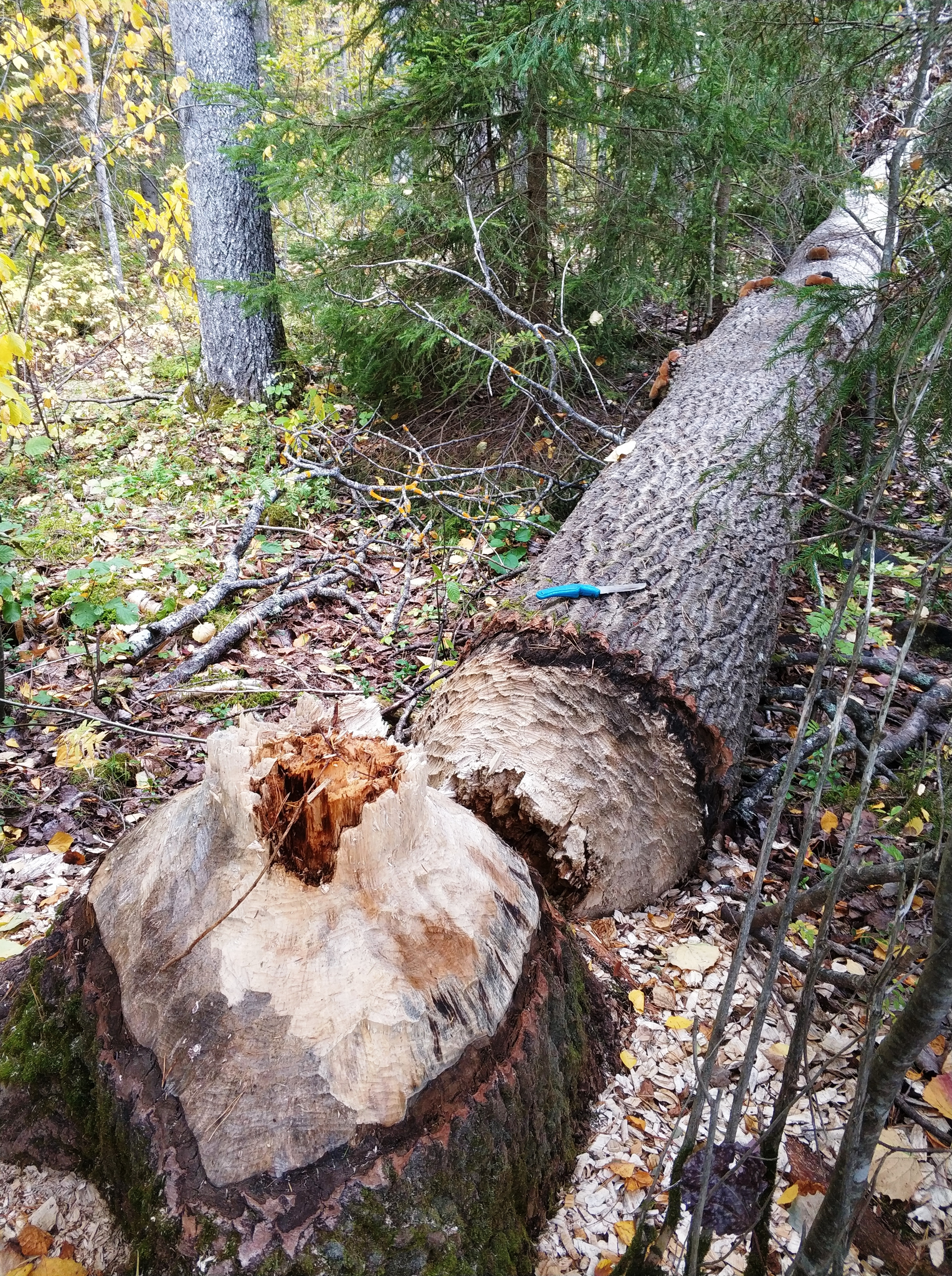
Von Biberzähnen geleistete Nagearbeit an einer Espe in Karelien

Der Europäische Biber hat (wie alle Nagetiere) vergrößerte und ständig wachsende Schneidezähne. Der Zahnschmelz besteht wie bei allen Landsäugetieren zum Großteil aus dem anorganischen Hydroxylapatit. Die Vorderseite der Zähne ist neben Calcium, Magnesium und anderer Ionenverbindungen zusätzlich mit Eisen und Eisenverbindungen verstärkt, weshalb die Zähne von vorne oftmals orange-rot gefärbt sind. Auf der Hinterseite der Zähne fehlen diese Eisenverbindungen, wodurch die Frontseite der Zähne viel härter ist und sich nicht so schnell abnutzt wie die Hinterseite der Zähne. Dies führt beim Nagen an Holz zu einem natürlichen Selbstschärfeeffekt, welchen man sich unter anderem in der Bionik beim Schreddern zunutze macht. Im Gegensatz zu den vier Nagezähnen wachsen die sechzehn Backenzähne des Bibers nicht das ganze Leben lang nach, sondern werden – wie beim Menschen – vom Milchgebiss zum bleibenden Gebiss gewechselt.
Die Geschlechter des Europäischen Bibers unterscheiden sich äußerlich kaum. Nur säugende Weibchen sind an den größeren Zitzen als solche zu erkennen; ansonsten muss die Kloake nach einem Penisknochen abgetastet werden. Auch Eurasische und Kanadische Biber sind äußerlich nur schwer zu unterscheiden.

## Verbreitung

### Gesamtareal und Bestandsentwicklung

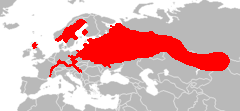
Verbreitung des Europäischen Bibers

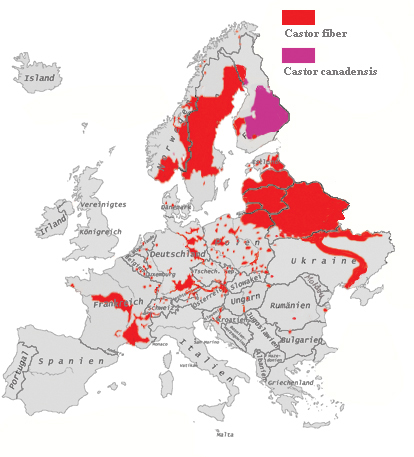
Biber in Europa außer Russland im Jahre 2003

Der Europäische Biber war ursprünglich in weiten Teilen Eurasiens heimisch und bewohnte einen breiten Streifen zwischen Skandinavien und Südfrankreich bis nach Sibirien und in die südwestliche Mongolei hinein.
Direkte Verfolgung und Lebensraumzerstörung führten bis zur ersten Hälfte des 20. Jahrhunderts zur großflächigen Ausrottung in ganz Europa. Im europäischen Arealteil konnte er sich nur in vier isolierten Restgebieten halten: Mittlere Elbe, Unterlauf der Rhone, südliches Norwegen und im Einzugsgebiet der Beresina bis zum Oberlauf des Dnepr.
Bereits 1714 erließ der preußische König Friedrich Wilhelm I. eine Anordnung, „bey Vermeidung willkürlich harter Bestrafung“ den Biber zu schonen und dessen Vermehrung zu fördern. Mitte des 19. Jahrhunderts gab es andernorts am Oberrhein keine Biber mehr. Ende des 19. Jahrhunderts waren weite Teile Deutschlands und Europas biberfrei.
Sowohl in Deutschland als auch in anderen europäischen Ländern wurden von der ersten Hälfte des 20. Jahrhunderts an Schutzprogramme umgesetzt und Biber wieder eingebürgert. Angesiedelt wurden dabei Tiere unterschiedlicher Unterarten (auch fremde), lokal wurden auch Kanadische Biber angesiedelt, beispielsweise in Finnland, Deutschland und Österreich.
Durch Schutzmaßnahmen und natürliche Ausbreitung ist heute das ursprüngliche Areal wieder besiedelt, allerdings sind die Bestände lückenhaft.
Natürliche Vorkommen bestehen nun in Belarus, China, Deutschland, Kasachstan, der Mongolei, Norwegen und Russland. Wiedereingeführt wurden Eurasische Biber in Österreich, Belgien, Kroatien, der Tschechischen Republik, Dänemark, Estland, Finnland, Ungarn, Italien, Lettland, Liechtenstein, Litauen, Montenegro, den Niederlanden, Polen, Rumänien, Serbien, der Slowakei, Slowenien, Spanien, Schweden, der Schweiz, der Ukraine und dem Vereinigten Königreich. Ausgehend von Wiedereinbürgerungen in Belgien, in der Eifel und im Saarland wurde um 2004 auch Luxemburg wiederbesiedelt. Die Herkunft der Biber in Bulgarien ist unklar. Ausgestorben ist die Art in Moldawien, Portugal und in der Türkei.
Von der IUCN wird der Gesamtbestand des Bibers in Europa und Asien auf mindestens 639.000 Tiere geschätzt. Die Population in Asien ist nach wie vor klein.

### Heutige Verbreitung im deutschsprachigen Raum

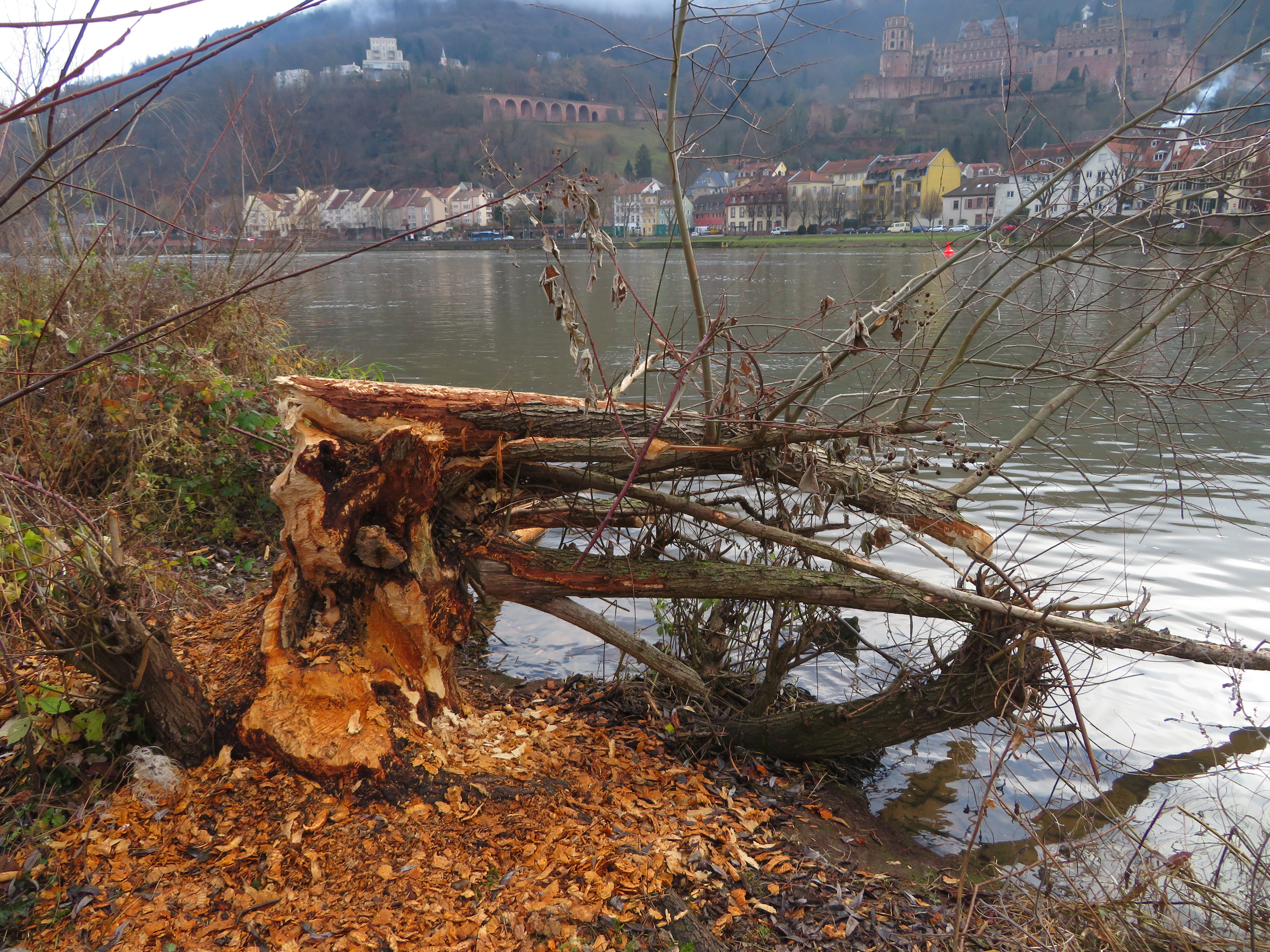
Biberpräsenz in Heidelberg

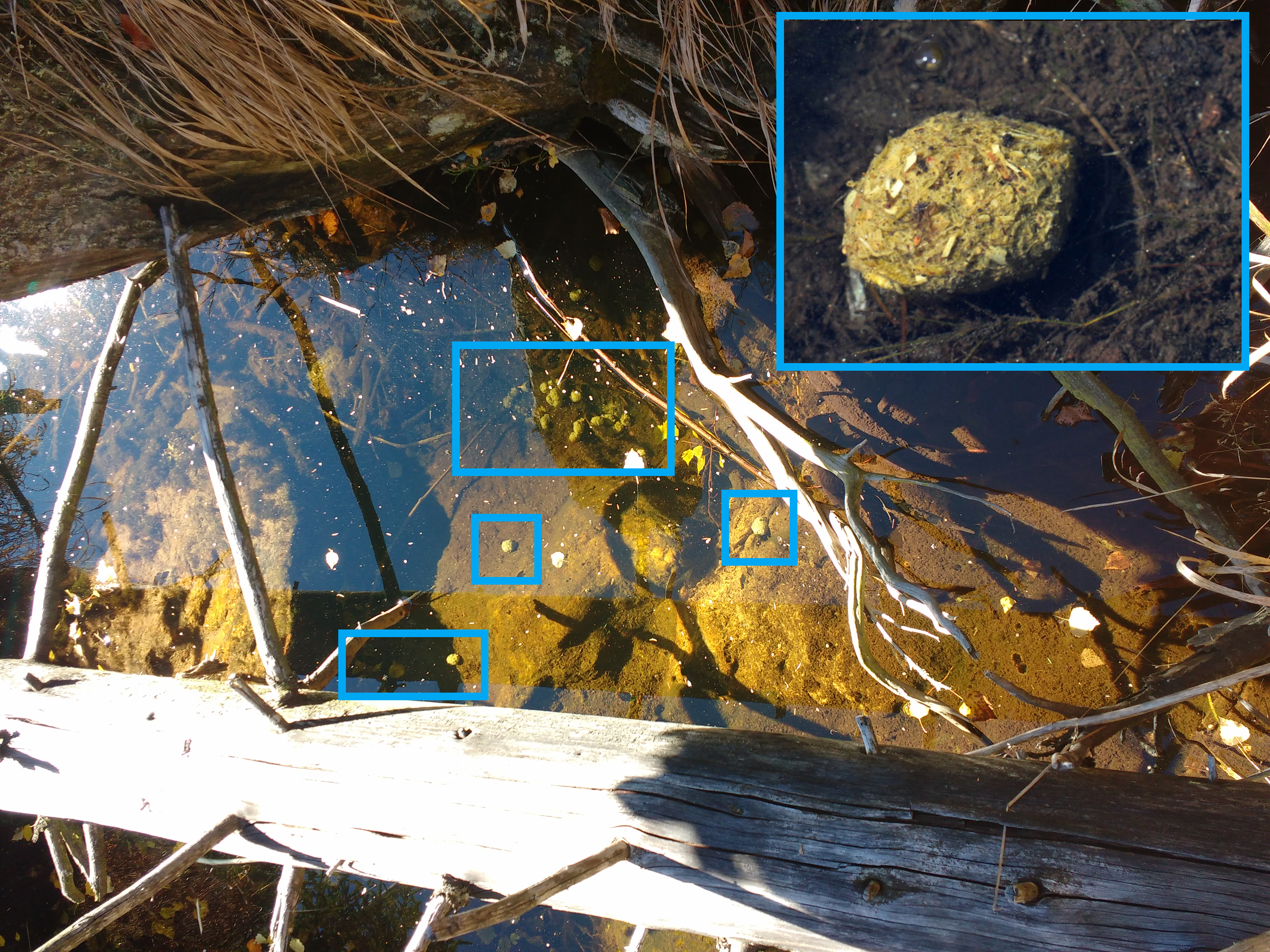
Biberlosung aus unverdaulichen Bestandteilen der verzehrten Rinde.

In Deutschland leben inzwischen (2021) wieder mehr als 40.000 Biber über alle Flächenbundesländer verteilt. Die Reviere hat er sich teils durch Wanderbewegungen wieder erschlossen, teilweise wurde er aber auch durch gezielte Projekte neu angesiedelt (z. T. Kanadische Biber). Die dichtesten Verbreitungsgebiete liegen entlang der Elbe und ihrer Zuflüsse in den Bundesländern Sachsen-Anhalt (Kernvorkommen der autochthonen Elbebiber), Sachsen, Niedersachsen, Brandenburg und Mecklenburg-Vorpommern; auch in Berlin war 2015 der Biber wieder heimisch. In Thüringen ist der Biber seit 2007 wieder angesiedelt und breitet sich seither dort entlang der Saale und ihrer Nebenflüsse aus. 2019 wurde von einer Population von etwa 300–400 Tieren ausgegangen.
Vergleichsweise groß ist der Bestand in Bayern, der auf Einbürgerungen von Europäischen Bibern gemischter Herkunft zurückgeht: 2017 wurde von 20.000 Tieren in rund 5.500 Revieren ausgegangen. In Hessen gab es kleinere Bestände u. a. im Spessart.
In Baden-Württemberg hatte sich der Bestand von 2008 bis 2016 von 1.000 auf 3.500 erhöht. Am Bodensee wurden Biber-Spuren im Frühjahr 2020 in Konstanz am Seerhein, am deutschen Ufer des Konstanzer Trichters bis Staad sowie bei Konstanz-Dettingen am Südufer des Überlinger Sees gefunden, an dessen Nordostufer in Überlingen im Herbst 2023.
In Österreich wurde der Biber in den Jahren zwischen 1967 und 1985 wieder eingebürgert: Über 45 Exemplare der Art wurden in den Donau-March-Auen ausgesetzt, wo sie sich gut vermehren konnten. Dort liegt noch heute ein Verbreitungsschwerpunkt in Österreich. Einige der ausgesetzten Biber waren Kanadische Biber, die man aber später wieder – soweit möglich – einfing. Heute geht man davon aus, dass keine Kanadischen Biber mehr in diesen Bereichen leben. Weitere Tiere wurden 1972 und 1983 in Oberösterreich und Salzburg freigelassen oder wanderten aus Bayern ein und bildeten eine zweite Population im Inn-Salzach-Tal. Beide Populationen sind 2003 zusammengewachsen. Insgesamt lebten im Jahr 2003 in Österreich etwa 2.000 Exemplare, 2006 bereits zwischen 2.800 und 3.000, im Winter 2020/21 wurden etwa 9000 Biber geschätzt.

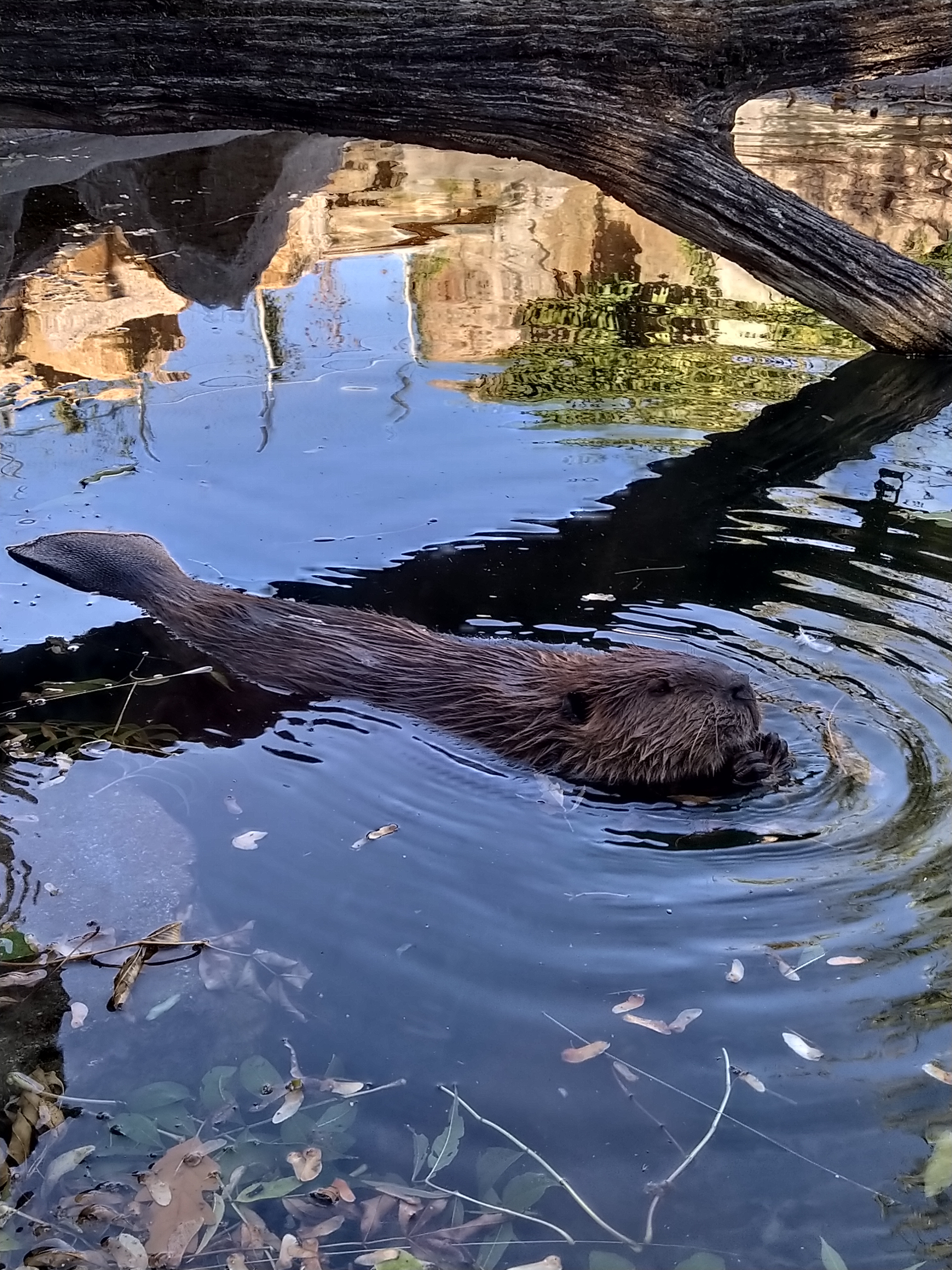
Schwimmender Biber

In der Schweiz wurde der Biber zu Beginn des 19. Jahrhunderts durch intensive Bejagung ausgerottet. Im Jahr 2008 wurden im Land infolge von Auswilderungen, die 1957 gestartet und 1977 abgeschlossen waren, wieder rund 1.600 Exemplare gezählt. Insgesamt waren hier 141 Biber aus Norwegen, Frankreich und Russland ausgewildert worden; sie kommen vor allem in den Kantonen Thurgau, Zürich, Aargau, Freiburg, Waadt, Solothurn, Bern, Wallis sowie im Kanton Zug (Lorze und Reussebene) vor. Aufgrund einer im Auftrag des Bundesamts für Umwelt durchgeführten Zählung wurde der Biberbestand in der Schweiz 2022 auf 4900 Tiere geschätzt. 2024 wurde nach 500 Jahren erstmals wieder ein Biber am Lago Maggiore gesichtet.

## Lebensweise

### Sozialverhalten und Fortpflanzung
Biber sind monogam, sie gehen eine lebenslange Einehe ein. Nur wenn einer der Partner stirbt, sucht der überlebende Biber sich einen neuen Partner. Sie leben in kleinen Familienverbänden, die aus den Eltern und ihren ein- und zweijährigen Jungtieren bestehen. Im Alter von zwei bis drei Jahren werden Biber geschlechtsreif und verlassen den Familienverband. Sofern die Kapazitäten des Lebensraums ausreichend sind, lassen sie sich in der unmittelbaren Nachbarschaft ihrer Eltern nieder. Sind alle potentiellen Reviere besetzt, kommt es häufig zu Beißereien, die Jungbiber versuchen dann auf dem Wasserweg neue Lebensräume zu erschließen.
Die Paarung der Biber findet zwischen Januar und April unter Wasser statt. Nach einer Tragzeit von 105–109 Tagen kommen Ende April, Anfang Mai zwei bis drei, seltener auch bis zu sechs Jungen zur Welt. Diese sind voll behaart und können sehen (Nestflüchter). Die Biberjungen werden etwa zwei bis zweieinhalb Monate gesäugt. Sie beginnen bereits mit acht Tagen, Pflanzenkost aufzunehmen. Bis zu einem Alter von vier bis sechs Wochen bleiben die Jungen im Bau, danach machen sie erste Ausflüge in Begleitung der Eltern oder der älteren Geschwister. Sie können schon schwimmen, müssen das Tauchen aber erst noch lernen.

### Aktivität
Biber sind dämmerungs- und nachtaktiv; den Tag verbringen sie in ihrem Bau. Im Winter sind sie kürzer im Freien, sie halten keinen Winterschlaf.

### Ernährung des Bibers
Biber sind reine Pflanzenfresser und nutzen die in ihrem Lebensraum häufigsten Pflanzenarten, in der Vegetationsperiode nehmen sie neben jungen Trieben und Blättern von Weichhölzern auch Gräser und krautige Pflanzen regelmäßig auf. Biber halten weder Winterschlaf noch Winterruhe, sondern sind auch im Winter im Wasser und an Land aktiv und auf Nahrungssuche. Im Winter besteht ihre Nahrung vor allem aus Weichhölzern.
Das nachgewiesene Nahrungsspektrum umfasst 150 krautige Pflanzenarten und 63 Gehölzarten. Die Nahrung wird vor allem im Uferstreifen sowie am und im Gewässer gesucht. Vorzugsweise gefällt werden kleinere Bäume, die sich leicht aus dem Bestand herausziehen lassen. Überwiegend werden Bäume mit Stammdurchmessern von maximal 8 cm genutzt, häufig liegt er unter 3 cm. Gefällte Bäume werden entastet, in Stücke zerlegt und zum Biberbau gebracht. Dort werden sie oft als Bauholz oder Nahrungsvorrat (Nahrungsflöße) verwendet.
Ein Großteil der Nahrung des Bibers besteht aus Pflanzenfasern, deren Hauptbestandteil Cellulose ist, welche Säugetiere nicht selbst im Darm abbauen können. Die hierzu fähigen symbiotischen Bakterien leben bei pflanzenfressenden Nagetieren wie dem Biber in vergrößerten Blinddärmen (Caecum). Der Blinddarminhalt aus teilweise aufgespaltener Cellulose, Bakterien-Proteinen, Vitaminen und Enzymen wird nach der Ausscheidung vom Biber sofort wieder aufgenommen (Caecotrophie). Die eigentliche Losung besteht aus unverdaulichen Holzresten.

### Baue, Dämme und Kanäle

#### Baue
Europäische Biber legen Baue in Böschungen von Gewässern an. Diese Baue besitzen stets unter der Wasseroberfläche liegende Eingänge und bestehen aus mehreren Röhren, die in einem über dem Wasser liegenden Wohnkessel münden. Die Baue haben eine Belüftungsröhre nach außen, sind sonst aber abgeschlossen, gut isoliert und trocken. Solche Biber-Baue werden als Erdbau bezeichnet. Wenn Boden oder Decke zu dünn werden, wird von außen  Material (Äste, Steine, Schlamm) aufgeschichtet. So entsteht ein sogenannter Mittelbau. Schließt die Uferbeschaffenheit die Anlage eines Erd- oder Mittelbaus aus – z. B. aufgrund zu flacher Ufer – so legen die Biber eine Burg an. Dazu schichten sie an einer geeigneten Stelle Äste und Zweige aufeinander und nagen dann von unten her den Wohnkessel in den Asthaufen. Zum Teil graben sie dazu auch erst noch eine Röhre in den Gewässergrund, um unter den Asthaufen zu gelangen. Diese typischen „Biberburgen“ werden oft von mehreren Generationen bewohnt. Fällt der Eingang zum Bau trocken, wird der Bau entweder verlassen oder der Biber hebt den Wasserstand wieder durch Dämme. Seit langem bewohnte Burgen können Durchmesser von bis zu 12 m und Höhen bis zu 2 m erreichen. In den Bauen können mitunter auch Bisamratten, Spitzmäuse oder Ringelnattern leben. Bewohnte Burgen werden vom Biber ausgebessert und mit Schlamm und Pflanzen-Stängeln und Zweigen abgedichtet. Der Schlamm wird dabei vom Gewässergrund losgekratzt und mit Hilfe der Hände zur Burg transportiert. Dabei wird das zu transportierende Material auf die Handoberseiten gelegt und die Hände dann unter das Kinn gedrückt. Hat das Tier die Burg erreicht, so richtet es sich auf die Hinterextremitäten auf und läuft zweibeinig bis dorthin, wo das Baumaterial benötigt wird, siehe nebenstehendes Video.

#### Dämme
Mit Hilfe von Dämmen staut der Biber – falls nötig – Wasserläufe, um die Baueingänge unter Wasser zu halten. Der Anstau erlaubt ihm auch den leichteren Transport von Holz. Kleine Dämme werden aus Zweigen, Schilf und krautigen Pflanzen und Erde erbaut. Längere Dämme werden durch Stücke junger Bäume und Zweige, die mit feinerem Material vermischt werden, errichtet.
Mit Hilfe der Dämme ist der Biber in der Lage, aktiv den Wasserstand in seinem Revier zu regulieren.
In schon länger besetzten Biberrevieren stehen meist in der näheren Umgebung des Biberbaus keine Bäume mehr. Diese wurden im Laufe der Zeit gefällt und verarbeitet.

#### Kanäle
Holz kann der Biber am einfachsten auf dem Wasser transportieren. Deshalb kann er Wasserstraßen graben, auf denen er Baumstämme und Äste zu seinem Bau transportiert. Dadurch können Flusssysteme durch den Biber umgeleitet und ganze Seen (auch der Bibersee) trockengelegt werden.

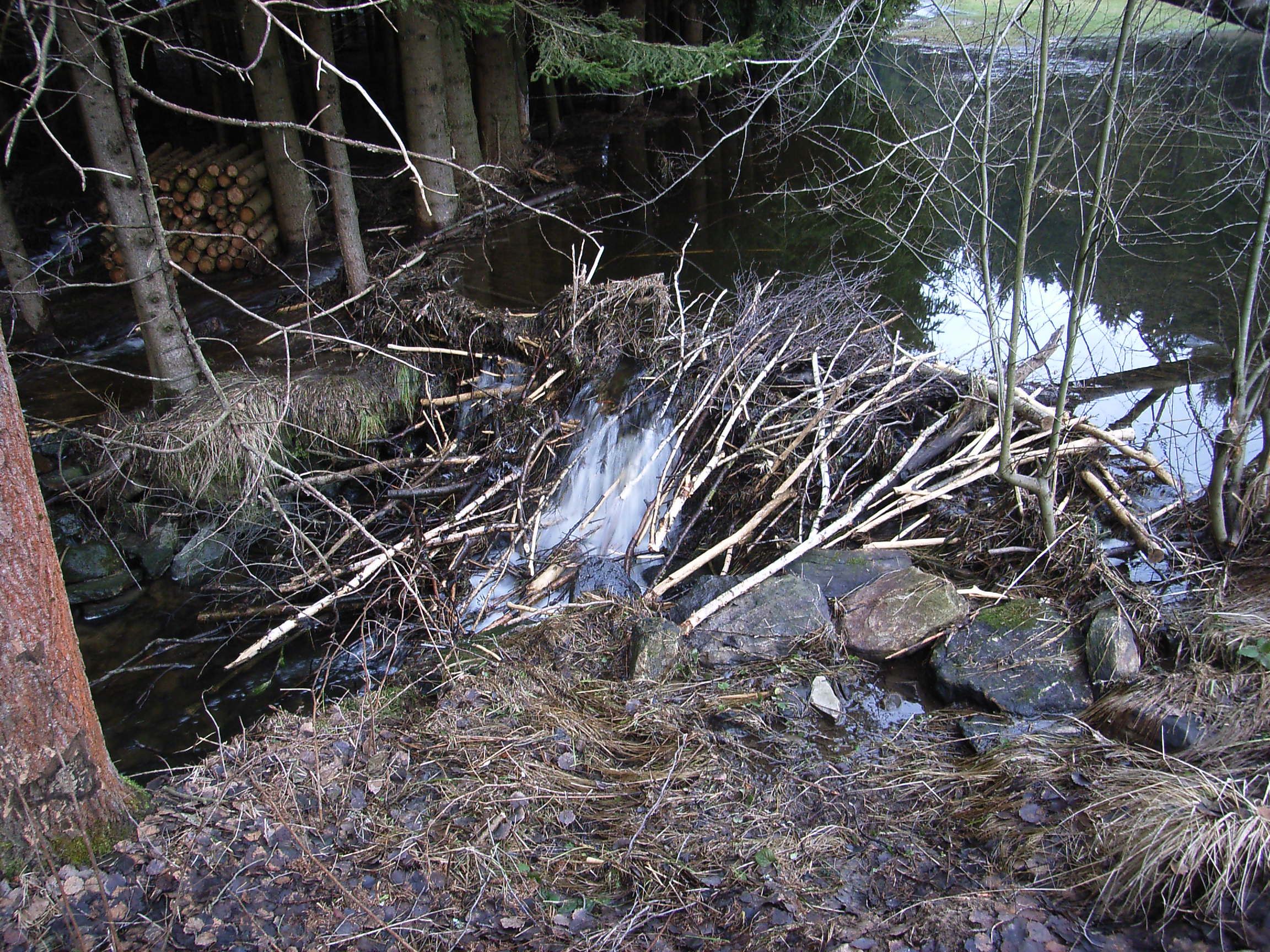
Biberdamm an der Bayerischen Schwarzach im Lenkenthal
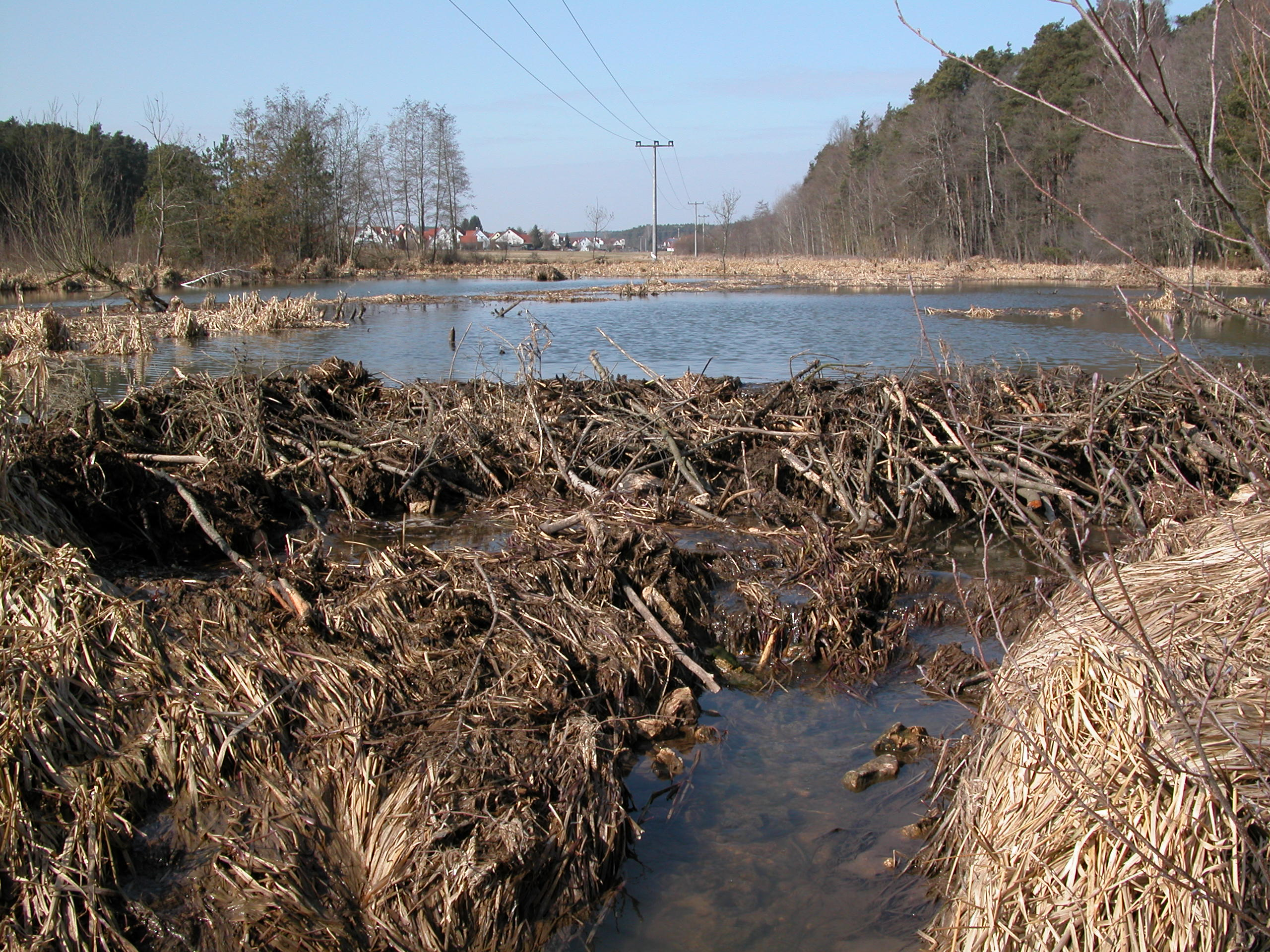
Biberdamm am Banzerbach bei Veitserlbach (Bayern)
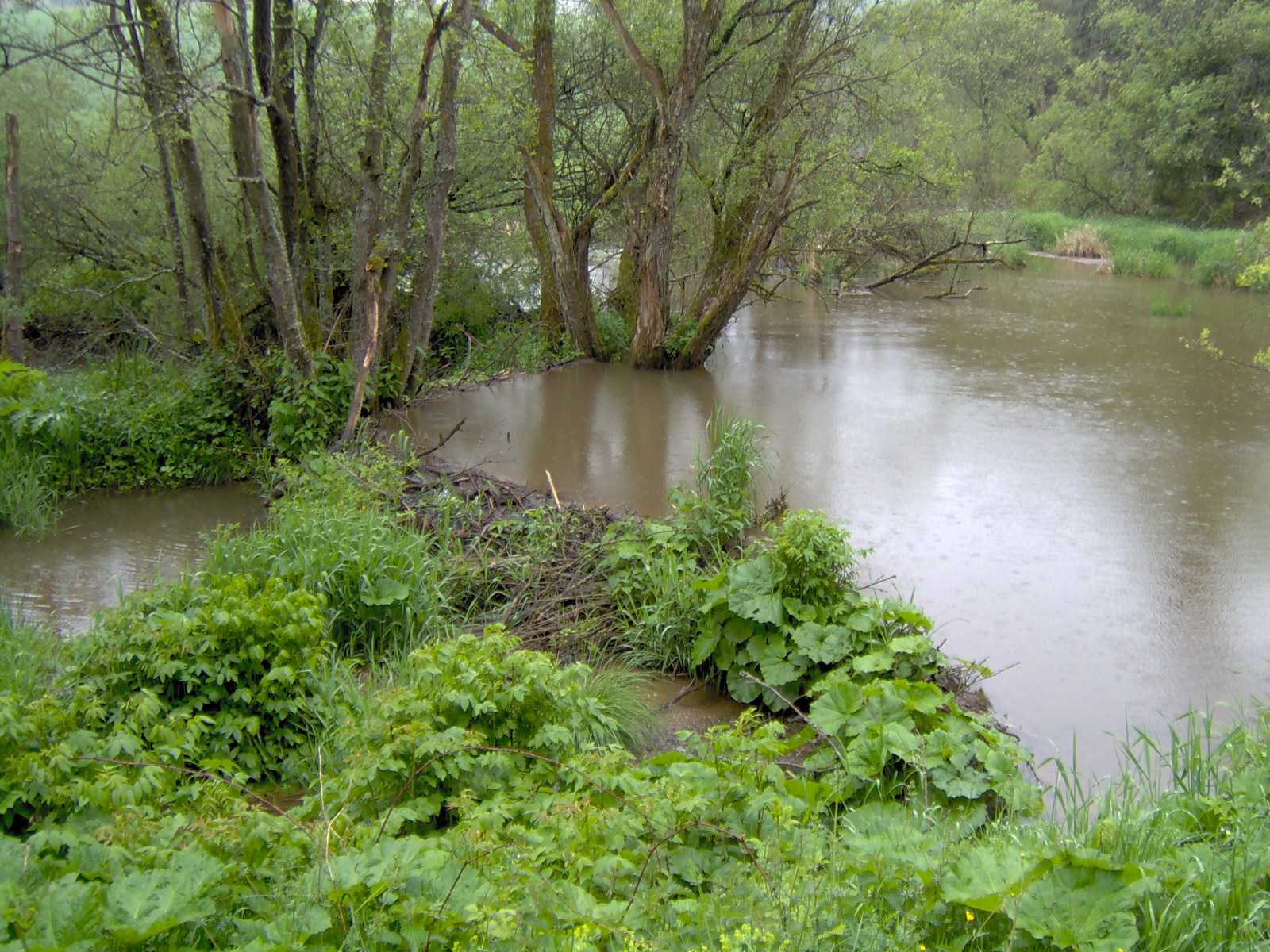
Biberdamm in der Eifel
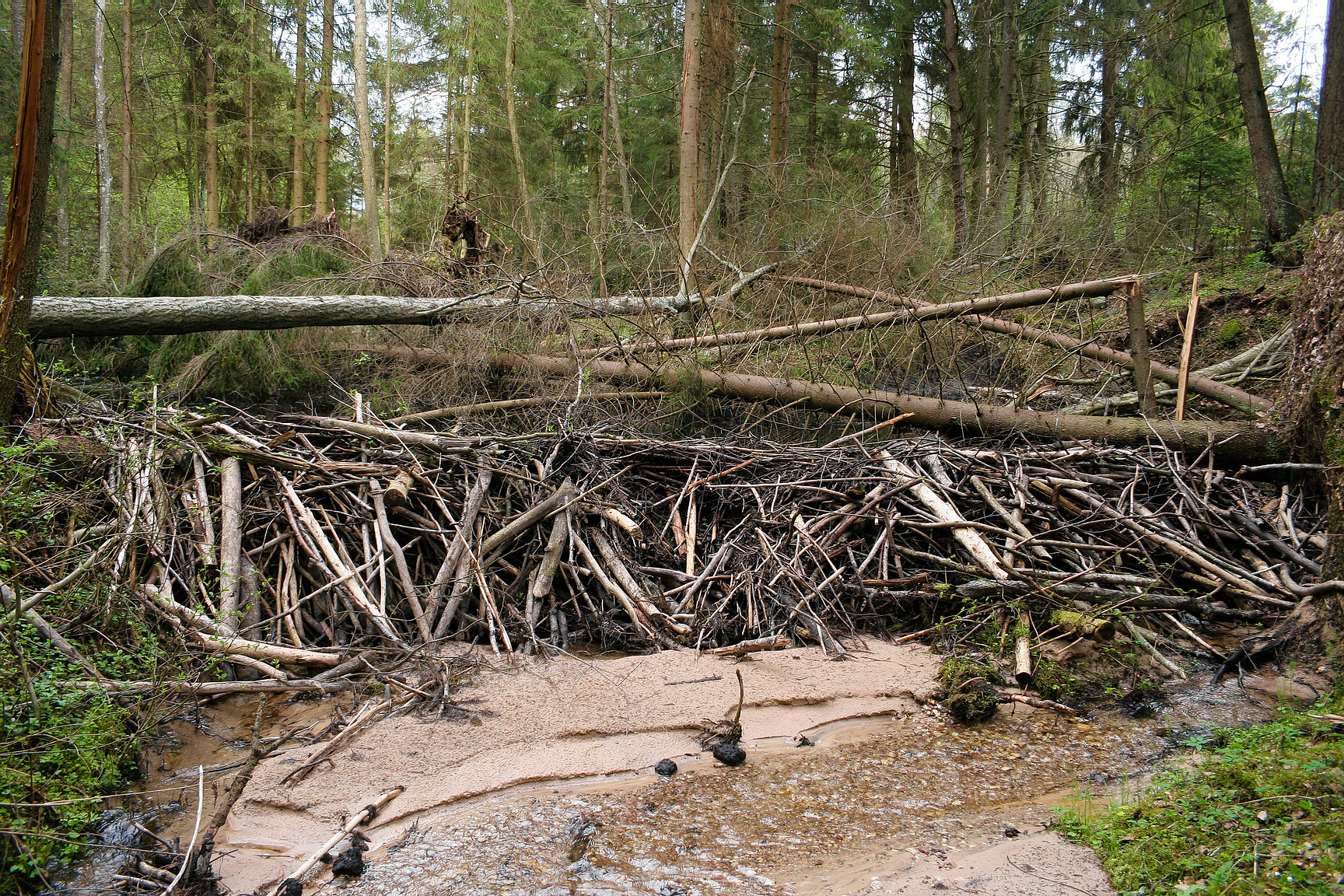
Biberdamm in der Nähe von Inkūnai, Anykščiai-Distrikt, Litauen
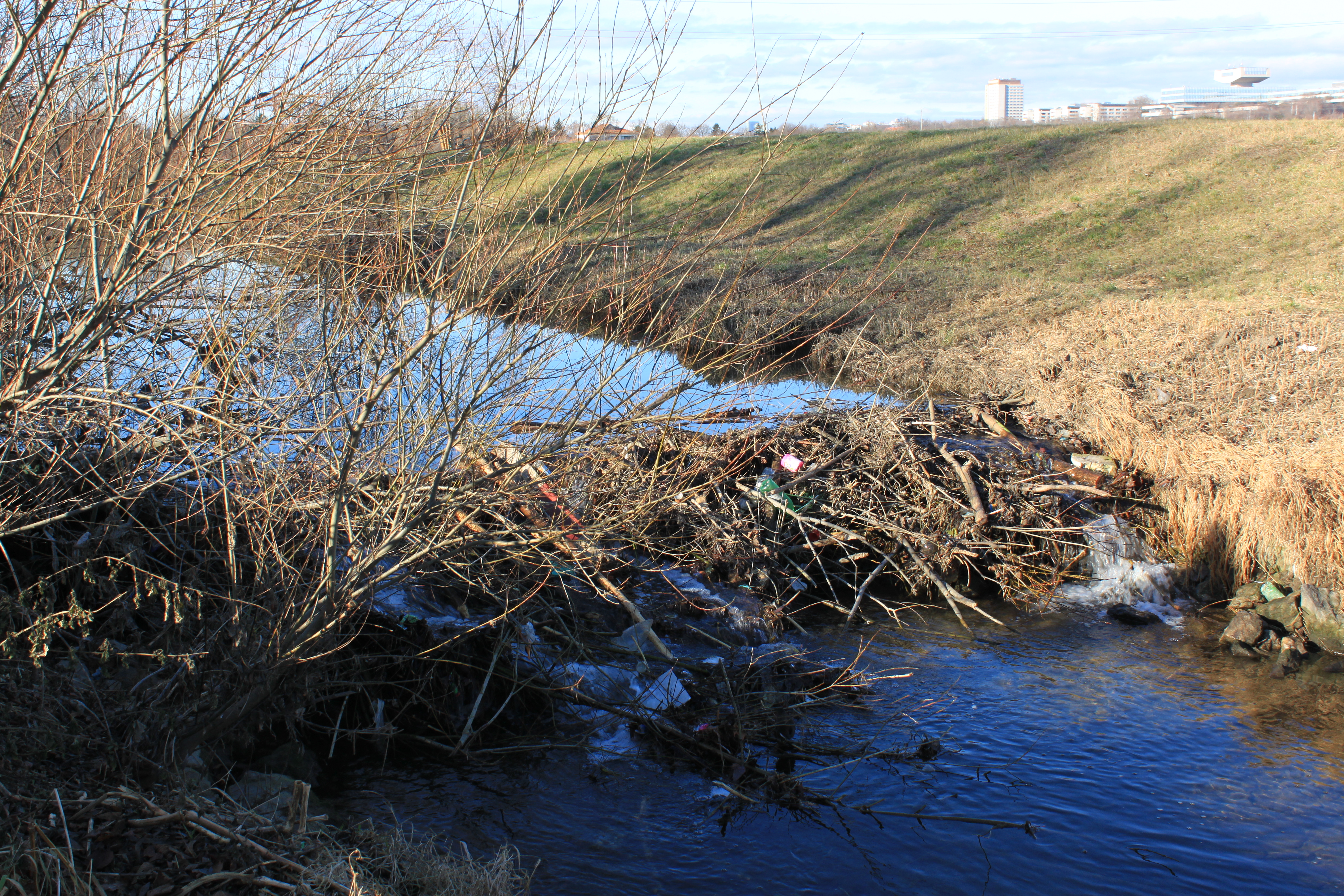
Biberdamm in der Liesing bei Unterlaa (Niederösterreich)

### Fressfeinde
Die natürlichen Fressfeinde erwachsener Biber (Wolf, Bär) waren bis zum Ende des 20. Jahrhunderts in Mitteleuropa verschwunden. Mit dem Einwandern des Wolfs ist ein Prädator junger Biber wiedergekehrt. Untersuchungen aus Nordwestpolen zeigen, dass dort insbesondere junge Wölfe Jungtiere des Bibers erbeuten. Bei Jungwölfen betrug dort der Nahrungsanteil Biber etwa 20 %, bei erwachsenen Wölfen nur etwa 5 %. Abgesehen davon werden junge Biber u. a. von Hunden, großen Greifvögeln (Seeadlern) und großen Raubfischen wie Hecht und Wels erbeutet.

### Parasiten
Wie alle Wildtiere werden Europäische Biber von zahlreichen Endo- und Ektoparasiten bewohnt. So sind Darmtrakt und innere Organe z. B. von Saugwürmern und Fadenwürmern befallen.
Im Fell des Bibers lebt der Biberkäfer (Platypsyllus castoris, auch unexakt „Biberfloh“ genannt), der dort von Hautschuppen, möglicherweise auch von Hautabsonderungen und Wundflüssigkeit lebt und deshalb als Kommensale betrachtet wird. Lediglich die Larven können möglicherweise mit ihren scharfen Mandibeln oberflächliche Schürfwunden verursachen, womit das Kriterium eines Ektoparasiten erfüllt wäre. Ein Ektoparasit des Bibers ist die Bibermilbe (Schizocarpus mingaudi). Beide Arten sind wie der Biber an die semiaquatische Lebensweise angepasst.

## Bedeutung der Landschaftsgestaltung
Als bedeutender tierischer Baumeister hat der Biber großen Einfluss auf die Gestaltung der Landschaft. Die Veränderungen im Gewässer ermöglichen oftmals eine Koexistenz von Arten fließender und stehender Gewässer. Während Fließwasserarten unter anderem durch geringere Fließgeschwindigkeit, Sauerstoffsättigung oder höhere Temperaturen unter Umständen verschwinden, profitieren die Bewohner langsam fließender oder stehender Gewässer. Insgesamt nimmt die Artenvielfalt und Individuenzahl insbesondere von Wirbellosen an Biberseen deutlich zu. Der Einfluss von Biberdämmen auf die Fischfauna ist weniger klar. Während die Biberdämme insbesondere in regenarmen Zeiten die Wanderungen adulter Fische erschweren können, finden Jungfische durch die von Bibern gefällten Äste bessere Versteckmöglichkeiten, und durch die größere Zahl von Wirbellosen auch eine bessere Ernährungsgrundlage. Insgesamt sehen Ökologen eine Verbesserung für die Fischwelt, und zwar auch für die vom Menschen genutzten Fischarten.
Die von Bibern geschaffenen Veränderungen im Gewässer und Landlebensraum sind von hoher Bedeutung für Amphibien und können einen wichtigen Beitrag zum Verständnis von deren Habitatansprüchen und Verbreitungsmustern liefern.
Durch Überflutung und Fällarbeiten schafft der Biber langfristig natürliche Waldlichtungen, die gerade auch in der waldreichen Urlandschaft von hoher Bedeutung für die Artenvielfalt waren, beispielsweise entstehen Seggenriede durch Verlandung oder Wiesen bei Verlust des Dammes. Diese boten den Menschen günstige Bedingungen für primitiven Ackerbau.
Auch die Nutzung von Grasheu soll auf Biberwiesen entstanden sein. Viele Pflanzenarten des heutigen Feuchtgrünlandes dürften in Biberwiesen ihre primären Lebensräume haben, so zum Beispiel Mädesüß und Kohldistel. Auch Arten von feuchteren (z. B. Pfeifengras) und trockenen (Glatthafer u. a.) Grünland-Gesellschaften sind und waren dort zu finden.

## Verwandtschaftsverhältnisse
Zur Familie der Biberartigen zählt neben dem Europäischen/Eurasischen auch der Kanadische Biber (Castor canadensis). Beide Arten unterscheiden sich unter anderem in der Anzahl ihrer Chromosomen (Europäische Biber 48, Kanadische Biber 40). Sie haben jeweils während der Eiszeiten mehrere Unterarten gebildet. Für den Europäischen Biber wurden mehr als zwanzig Unterarten beschrieben, die abhängig von der Quelle als anerkannt gelten:
- Castor fiber fiber L., 1758 (Skandinavischer Biber)
- C. f. albicus Matschie, 1907 (Elbebiber)
- C. f. galliae Geoffroy, 1803 (Rhonebiber)
- C. f. vistulanus Matschie, 1907 (Bjelorussischer Biber)
- C. f. pohlei Serebrennikov, 1929 (Uralbiber)
- C. f. birulai Serebrennikov, 1929 (Mongolischer Biber)
- C. f. tuvinicus Lavrov, 1969
- C. f. belorussicus Lavrov, 1981
- C. f. orientoeuropaeus Lavrov, 1981

Der Elbebiber Castor fiber albicus stellt die in Deutschland heimische Unterart des Bibers dar. Sie ist vor allem in Deutschland verbreitet, in Dänemark und den Niederlanden finden sich weitere Vorkommen. Der Gesamtbestand von Castor fiber albicus wurde 2002 auf 6.000 Tiere geschätzt und ist damit verhältnismäßig klein. Für die Erhaltung dieser Unterart trägt Deutschland, insbesondere die Bundesländer Sachsen-Anhalt, Brandenburg, Mecklenburg-Vorpommern und Sachsen, eine hohe Verantwortung.
In dem seit 2016 als Referenz geltenden Handbook of the Mammals of the World werden dagegen keine Unterarten des Europäischen Bibers anerkannt. Demnach existieren jeweils eine westliche und eine östliche Phylogruppe innerhalb der Art, die jedoch nicht als eigenständige Unterarten betrachtet werden können.

## Stammesgeschichte
Die Gattung Castor ist  bereits aus dem Pliozän bekannt. Der Europäische Biber tritt hingegen im Altpleistozän erstmals in Erscheinung. Zu den ältesten Funden gehören jene aus der Region der Sierra de Atapuerca auf der Iberischen Halbinsel, etwa aus der Sima del Elefante und der Gran Dolina. Im nordalpinen Europa stellt der Europäische Biber dann ein regelmäßiges Faunenelement der Warmzeiten des Pleistozäns dar. Allerdings ist die Art aufgrund ihrer Anpassungen kein typischer warmklimatischer Anzeiger. Die Tiere benötigen in der Regel einen gewissen Baumbestand zum Überleben, möglicherweise sind sie daher auch in jenen Wärmeschwankungen der Kaltzeiten präsent, in denen sich ausreichend Wälder entwickeln konnten. Besonders zahlreich sind Biberreste an der mittelpleistozänen Fundstelle Bilzingsleben in Thüringen, deren Alter rund 400.000 Jahre beträgt. Die Lokalität erbrachte neben Schädelresten des Homo erectus auch eine umfangreiche Fauna warmzeitlichen Gepräges. Zumindest ein Teil der aufgefundenen Großsäuger sind wohl als Nahrungsreste des frühen Menschen zu interpretieren, was ihr häufig zerschlagener Zustand, aber auch zahlreiche Schnittspuren unterstreichen. Bezogen auf die Gesamtfauna erreichen Biber einen Anteil von rund 13 %. In absoluten Zahlen sind rund 2500 Fossilreste von Bibern dokumentiert. Davon gehören, gemäß der bestimmbaren Zähne, gut 89 % zum Europäischen Biber, die übrigen 11 % werden der ausgestorbenen Form Trogontherium (auch „Altbiber“ genannt) zugerechnet. An den Skelettresten treten ebenfalls Schnittspuren auf. Dadurch kann angenommen werden, dass bereits Homo erectus Biber erbeutete oder deren Kadaver zerlegte. Weitere bedeutende Reste stammen mit 137 Funden aus der „Biberschicht“ des Unteren Travertins von Ehringsdorf, ebenfalls Thüringen. Die Fundstelle datiert in die vorletzte Warmzeit vor gut 240.000 Jahren.

## Mensch und Biber

### Verfolgung des Bibers in historischer Zeit

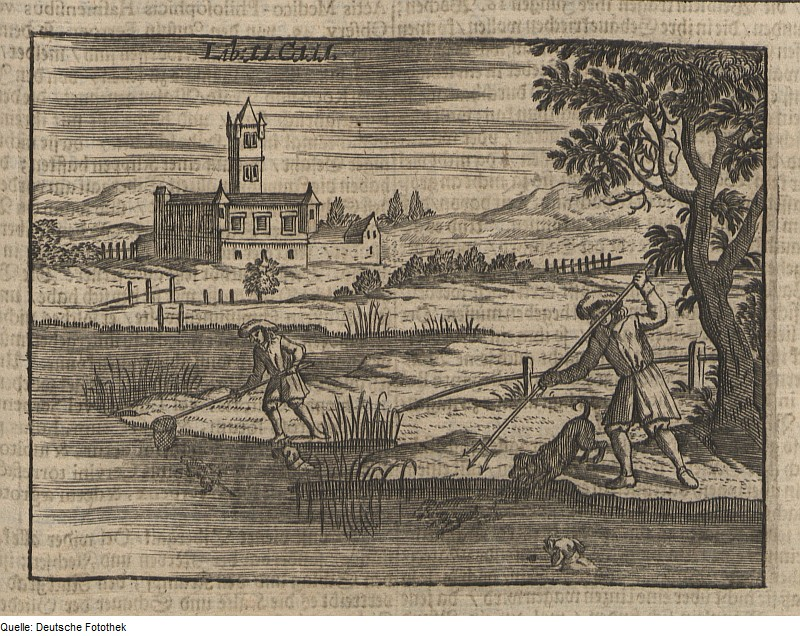
Jagd auf Biber, 1695

Das dichte Biberfell war begehrt und führte zur intensiven Bejagung. Aus dem besonders wasserdichten Fell wurden Mützen hergestellt, aus den Haaren auch Hüte, Handschuhe und Strümpfe. Noch begehrter war das aus den Präputialsäcken des Tieres gewonnene Bibergeil (Castoreum), der in vielen Sprachen namensgebende Duftstoff, mit dem Biber ihre Reviere markieren. Es wurde in der Heilkunde als äußerst wirksames Mittel angesehen und teuer bezahlt. Es wurde bei Nervenerkrankungen, Gliederschmerzen und Menstruationsbeschwerden eingesetzt. Auf Grund der Ernährung von Rinden und Wurzeln reichern sich verschiedene auch in der modernen Medizin verwendete Wirkstoffgruppen an.
Die Kelten jagten Biber, um sie zu verspeisen, nutzten aber gleichfalls das Castoreum, um Krankheiten zu behandeln. Herodot berichtet, die Skythen hätten die Tiere ebenfalls bejagt, also im 5. Jahrhundert v. Chr. Seit der Antike wurde es auch als Duftstoff genutzt. Die Legende von den Bibern, die sich, weil sie verfolgt wurden, selbst kastrierten, erscheint schon bei Äsop und war im gesamten Mittelalter bekannt. Auf diese Weise trennte man sich angesichts des Teufels vom „Bösen“; trennt man sich von irdischem Besitz, wenn es um den Erhalt des Lebens geht. Sie wurde wiederum zur Allegorie für Opfersinn und christliche Tugend. Wie schon Albertus Magnus, so hielt diese Legende auch Peter Lauremberg (1585–1639) für ein bloßes „Märlein“. Sie basiert auf der Verwechslung des Castoreums mit den Hoden. Auch im Mittelalter und der frühen Neuzeit wurde der Biber zur Fleisch- und Fellgewinnung bejagt, auch wegen des Castoreums (zu medizinischen Zwecken, als Köder und Duftstoff).
Angeblich soll in Folge des Konzils von Konstanz (1414–1418) ein mittelalterliches Papstedikt den Biber aufgrund seines flachen, beschuppten Schwanzes und seiner amphibischen Lebensweise als teilweise zu den Fischen gehörend definiert haben, womit das Biberfleisch ab den Hinterläufen an Fastentagen gegessen werden dürfe. Giraldus Cambrensis erwähnt in seiner Schrift "Itinerarium Cambriae" von 1191, dass in Deutschland und den arktischen Ländern bedeutende und religiöse Leute in der Fastenzeit Biberschwänze aufgrund ihrer fischartigen Farbe und ähnlichem Geschmack äßen.

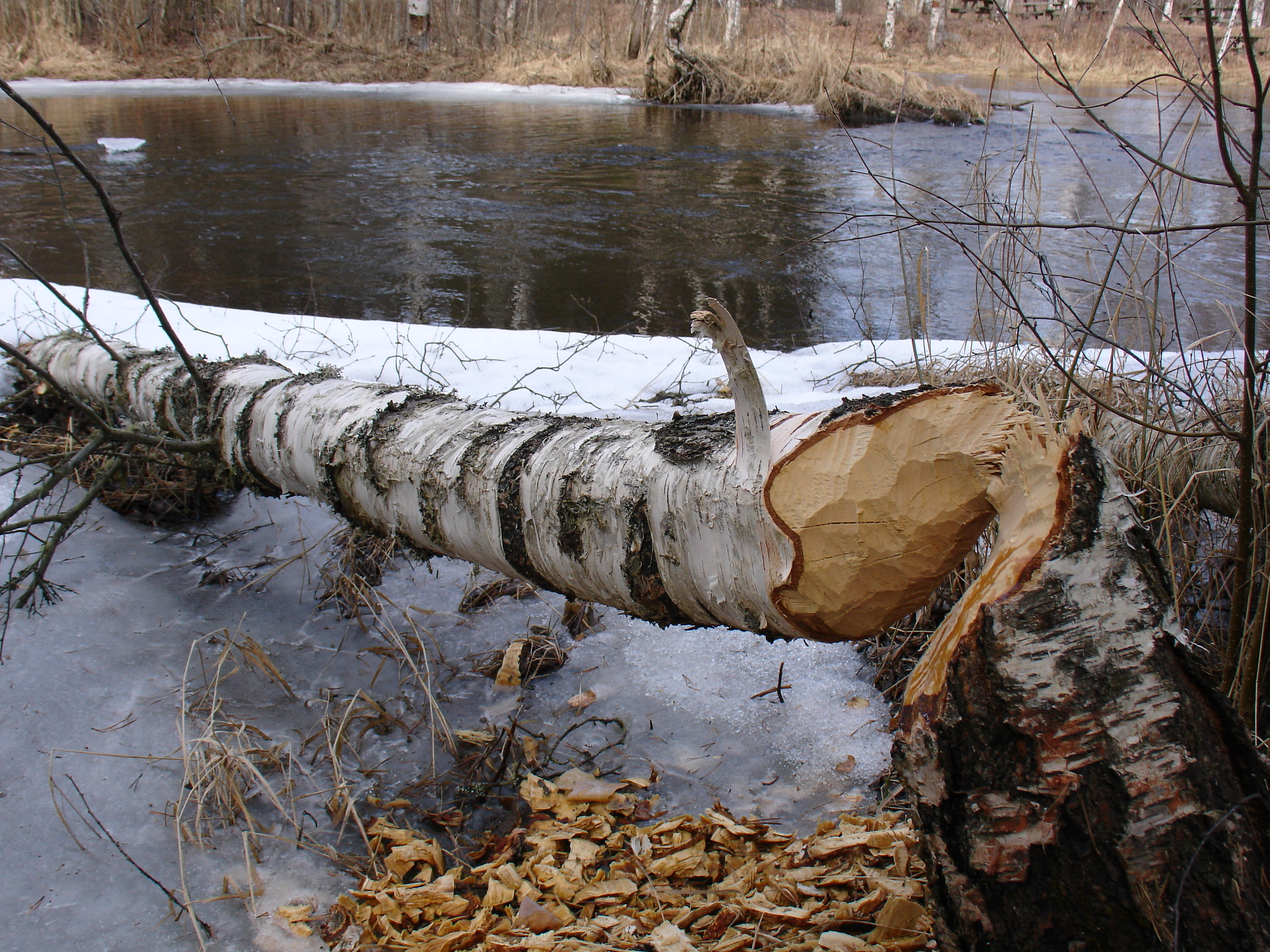
Von Bibern gefällter Baum in Norwegen

### Erste Schutzbestimmungen in historischer Zeit
Im Litauischen Statut (Kapitel 9, Paragraph 9) von 1529 wurde die Biberburg unter besonderen Schutz gestellt: Im Umkreis eines Stockwurfes von der Biberburg entfernt durfte weder gepflügt noch gemäht noch Holz geschlagen werden. Auf Vertreibung oder gar Töten beziehungsweise Diebstahl der Biber war eine hohe Strafe ausgesetzt.
Verlandete Biberteiche boten nach einigen Jahrhunderten oft ausgezeichneten Ackerboden.
Die ersten Bestimmungen, die die Jagd auf den Biber im damaligen Preußen einschränkten, erfolgten 1907. In der Neubearbeitung der preußischen Jagdordnung vom 15. Juli 1907 wurde der Biber zum jagdbaren Tier erklärt. Nur die Jagdberechtigten durften ihm von nun an nachstellen. Die Jagdsaison war auf die Monate Oktober und November begrenzt, die übrigen 10 Monate des Jahres waren als Schonzeit festgelegt. Erst die Ministerial-Polizeiverordnung vom 30. Mai 1921 dehnte den Schutz des Bibers auf das ganze Jahr aus.

### Heutige Konflikte
Biber sind in der Kulturlandschaft nicht immer willkommen. Durch ihre sehr aktive Lebensraumgestaltung kann es zu Konflikten mit Grundeigentümern kommen. Gängige Konflikte sind:
- Unterminierung von Uferbereichen und Fahrwegen (Einbruchgefahr)
- Unterminierung von Schutzwasserbauten (Dämme)
- Unterminierung aufgesattelter Teiche (Fischteiche, Löschwasserteiche)
- Verklausung durch Treibholz (Wehr- und Mühlgänge, Kläranlagen usw.)
- Vernässung (Land- und Forstwirtschaft, Siedlungsgebiet)
- Überschwemmung von Infrastruktur (Kellern usw.)
- Überstauung von Wasserentnahmestellen
- Beeinträchtigung von Garten- und Freizeitanlagen

In Ländern wie Deutschland, Österreich und Schweiz werden die Aktivitäten der streng geschützten Art überwacht; Managementpläne im Natur- und Artenschutz stellen eine Palette von Gegenmaßnahmen bereit, um Konflikte mit Menschen zu minimieren.
Bibermanagement umfasst Öffentlichkeitsarbeit, Populationsüberwachung, Präventions- und Akutmaßnahmen sowie zum Teil Beihilfen für finanzielle Einbußen bei Grundstückseigentümern.

## Gefährdung und Schutz

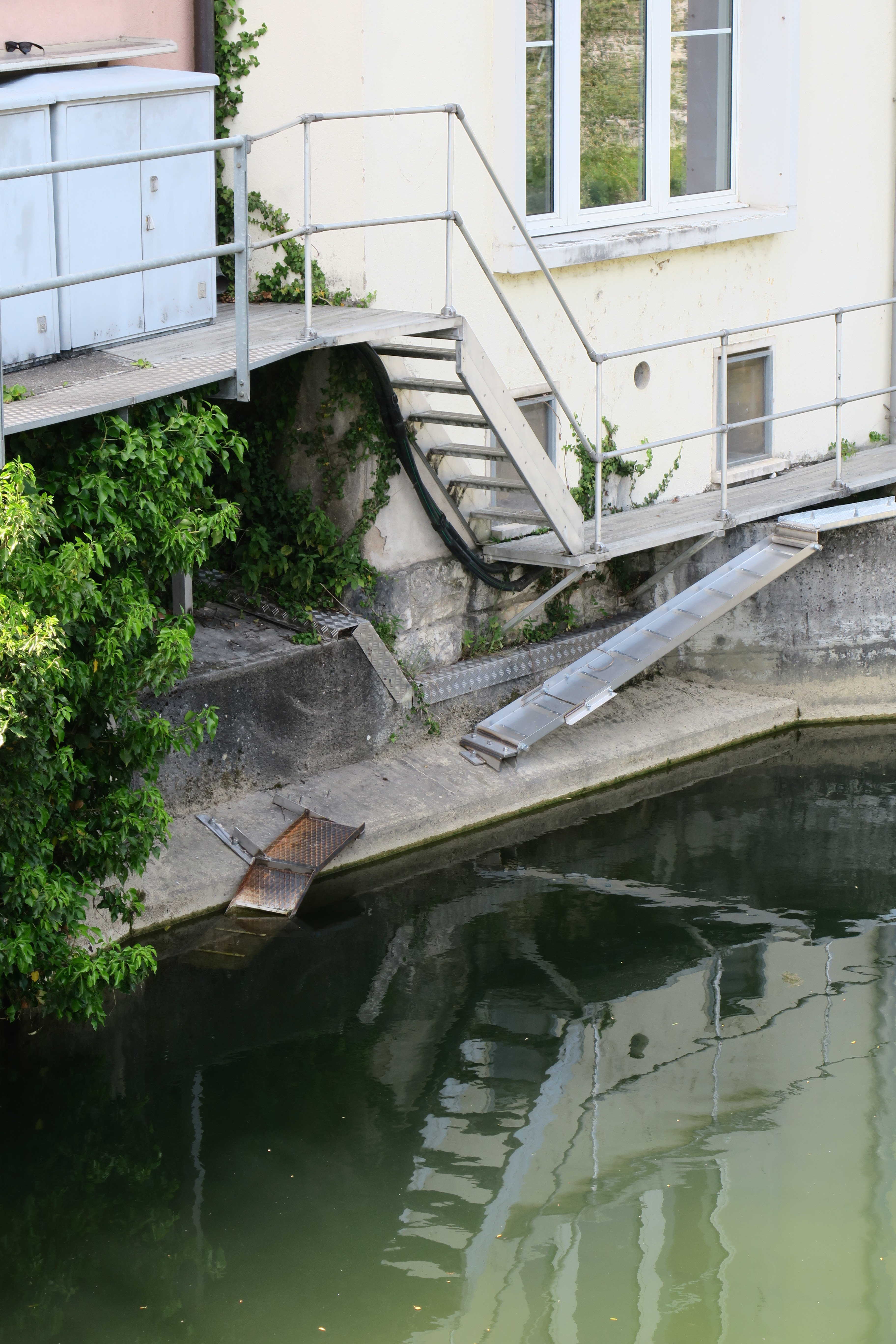
Eine sogenannte Biberrampe ermöglicht es den Tieren, menschengemachte Hindernisse zu überwinden, ohne aber die Gewässernähe zu verlassen

Gelegentlich ertrinken Biber bei extremen Hochwassern, diese Gefahr besteht insbesondere in ausgebauten Gewässern, in denen rettende Inseln und Vorsprünge fehlen. In verschmutzten Gewässern verlaufen Infektionen von Bisswunden oft tödlich. Im Abwasser enthaltene Detergentien reduzieren die wärmeisolierende Wirkung des Fells. Ungesicherte Schleusen und Schiffsschrauben führen häufig zu Todesfällen. Bei der Bisamjagd werden gelegentlich junge Biber getötet. Biber ertrinken auch in Fischreusen und werden Opfer des Straßenverkehrs.
Durch Gewässerausbau und intensive Landnutzungen fehlt es oftmals an geeigneten Biberlebensräumen.
In Wiederansiedlungsprogrammen wurden Europäische Biber verschiedenen Populationen in Deutschland, Frankreich, Skandinavien und Russland entnommen, um neue Populationen zum Beispiel in den Niederlanden, Österreich oder der Schweiz aufzubauen. Dadurch können sich Tiere von Unterarten wie dem Elbebiber (Castor fiber albicus), welche durch jahrhundertelange geographische Isolation entstanden sind und deren Populationen oft nur aus wenigen Exemplaren bestanden, wieder miteinander kreuzen.
Ein wesentlicher Beitrag zum Schutz des Europäischen Bibers besteht in der Sicherung und Wiederherstellung seiner Lebensräume in Flussauen und Urstromtälern. Artenschutzprogramme bestehen unter anderem in Brandenburg und Nordrhein-Westfalen.

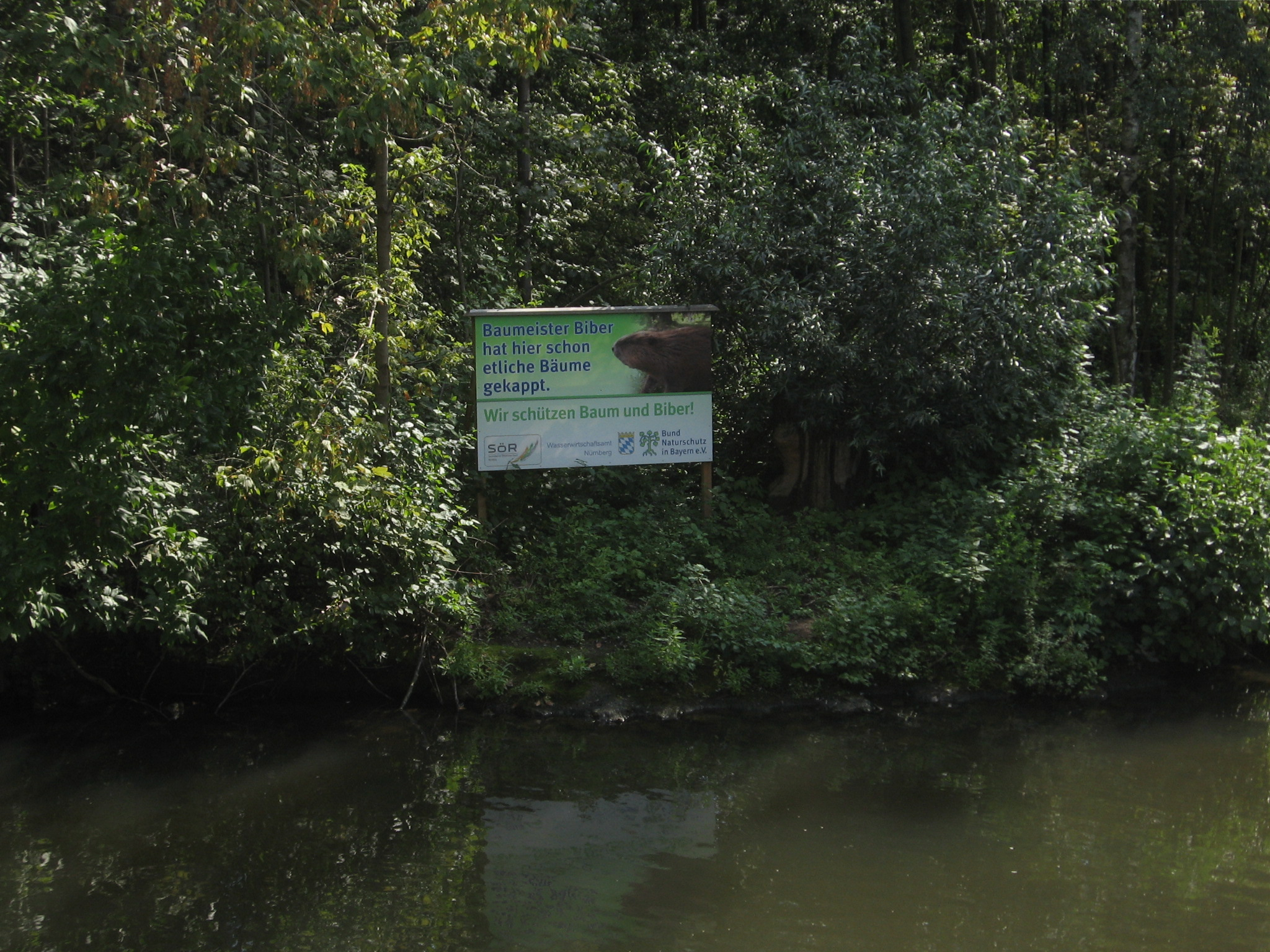
Schild zum Biberschutz an der Pegnitz in der Innenstadt von Nürnberg

Diese Art ist auf europäischer Ebene durch die Berner Konvention geschützt. Die estnischen, lettischen, litauischen, finnischen, schwedischen und polnischen Populationen ausgenommen ist die Art in den EU-Mitgliedstaaten streng zu schützen und von gemeinschaftlichem Interesse. Sie müssen daher Schutzgebiete für das Natura-2000-Netzwerk für Habitate diese Art ausweisen und den Fortbestand oder gegebenenfalls die Wiederherstellung eines günstigen Erhaltungszustandes gewährleisten.
In Deutschland ist die Art streng geschützt, sodass auch für Erzeugnisse aus Exemplaren dieser Art (wie Mützen) Vermarktungs- und Besitzverbote sowie für ihre Fortpflanzungs- und Ruhestätten (wie ihre Burg) Zugriffsverbote bestehen. Dieser Schutz kann jedoch etwa dem Hochwasserschutz untergeordnet werden, indem durch landesrechtliche Verordnung etwa Vergrämung oder Entnahmen, also Tötungen zugelassen werden.
Rote Liste-Einstufungen (Auswahl)
- Rote Liste und Gesamtartenliste der Säugetiere (Mammalia) Deutschlands 2020: V – Vorwarnliste[71]
- Rote Liste der Schweiz: CR (Critically Endangered = vom Aussterben bedroht)[72]
- Rote Liste IUCN (weltweit bzw. Eurasien): LC (Least Concern = nicht gefährdet)[15]